# Sor Pampurio
Sor Pampurio è un personaggio immaginario dei fumetti ideato nel 1929 da Carlo Bisi e protagonista di una omonima serie a fumetti esordita sul n. 17 del Corriere dei Piccoli dell'aprile 1929. Il disegnatore continuò ininterrottamente a illustrare le sue storie sino al n. 45 del 1944, per riprenderla poi saltuariamente nel dopoguerra sulla stessa testata fino al 1978.
Con questo fumetto, Bisi lasciò lo stile dell'Art Nouveau per adottare quello dell'Art Déco, che si fa più evidente ancora nel tratto molto geometrico delle ambientazioni domestiche.

## Caratterizzazione del personaggio
Figurina stralunata, era raffigurato con un volto ovale incorniciato da pizzetto, praticamente calvo ma con due grosse matasse di capelli arricciati sopra le orecchie. L'abbigliamento era costituito da una vistosa cravatta a farfalla e da una palandrana che indossava sopra larghi calzoni. Ai piedi calzava scarpe con la punta all'insù. In testa portava una sorta di tuba.
Nonostante l'abbigliamento clownesco, il personaggio impersonava il classico cittadino borghese appartenente al ceto medio alle prese con i problemi quotidiani e con le grane che gli venivano dalla famiglia (segnatamente la moglie Pampuria e il figlioletto anch'egli calvo ma con un buffo ricciolino al centro della testa; ma anche dalla domestica, appellata senza mezzi termini servetta, e verso cui si appuntavano spesso i suoi strali).
Le sue storie - il testo appariva al fondo delle tavole ed era espresso in rima baciata, non essendo ancora state adottate all'epoca le nuvolette - iniziavano con la cantilena che recitava:
in ragione del fatto che il protagonista, per un motivo o per l'altro, cambiava di continuo abitazione.
Il Sor Pampurio - sulla carta arcicontento  - a dispetto dello stereotipo che impersonava rappresentava in realtà un individuo piuttosto irascibile e scostante oltre che suscettibile (tanto che poteva diventare in breve arci-scontento): soffriva sostanzialmente delle alienazioni che sarebbero diventate poi, molti decenni dopo, una costante della civiltà post-industriale: l'avversione per il rumore e la confusione, per l'inquinamento, per i disagi e gli stress della vita moderna. Non potevano non essere toccati dei tòpos della convivenza domestica come il sopraggiungere della suocera, il pianto d'un infante, il rumore provocato da vicini di casa chiassosi.
In ragione di queste attitudini, il Sor Pampurio – sempre stritolato fra tragicomiche avventure domestiche e puerili accadimenti quotidiani – era spesso costretto a cambiare appartamento (tanto che il nome è diventato sinonimo di qualcuno costretto continuamente a spostarsi di residenza).
Negli anni 'Settanta il personaggio incorre nelle amicizie sbagliate, per dolo o per vizi inconciliabili, che puntualmente deve "licenziare".

## Critica
Così come il suo creatore Bisi aderente all'ideologia del fascismo, il Sor Pampurio nelle prime storie in cui apparve non si preoccupava di essere sgradevole al limite del politicamente troppo corretto, ovvero con una stretta osservanza della disciplina in camicia nera, se non di passare per razzista verso le minoranze etniche (ad esempio gli zingari rom).
Passato il Ventennio, questa caratterizzazione così specifica causò qualche problema a entrambi – creatore e creatura – tacciati - forse anche un po' ingenerosamente - dalla cultura post-fascista di essere (stati) dei reazionari che appoggiarono senza mezzi termini un regime reazionario.
In realtà Bisi – il cui candore, soprattutto nei testi che accompagnavano le tavole, aveva portato a un apprezzamento sia della cultura di destra che quella di sinistra del personaggio, disegnato a tutto tondo – aveva cercato solo di illustrare le paranoie del suo tempo, in quel luogo e in quell'ambito (appunto l'Italia del ventennio fascista) attraverso le tavole disegnate e il suo buffo personaggio. Senza tener conto del fatto che il sor Pampurio, pavido fino alla caricatura nel ripetuto tentativo di sfuggire alle difficoltà piuttosto che affrontarle direttamente (i continui traslochi ne sono una conferma neanche troppo indiretta), era ben altro che l'italiano dalla tempra coraggiosa e dal carattere volitivo che il fascismo aveva idealizzato per la sua nuova concezione di società.